# Bernhard Adams
Bernhard Adams (* 11. Oktober 1930 in Wattenscheid) ist ein deutscher Bibliothekar. Er war Leitender Direktor der Universitätsbibliothek Bochum.

## Leben
Bernhard Adams studierte Katholische Theologie, Philosophie und Klassische Philologie an der Universität Bonn und legte 1961 das Staatsexamen ab, das theologische Fakultätsexamen (Diplom) absolvierte er 1962. Nach kurzer Tätigkeit als wissenschaftlicher Angestellter am Philosophischen Seminar der Universität Bonn trat er 1963 als Bibliotheksreferendar an der Universitätsbibliothek Bonn in die Ausbildung für den höheren Bibliotheksdienst ein und legte am Bibliothekar-Lehrinstitut des Landes Nordrhein-Westfalen 1965 die Fachprüfung ab. Von 1965 bis 1969 war Adams an der neugegründeten Universitätsbibliothek Bochum tätig, anschließend bis 1973 an der Universitätsbibliothek Bielefeld. Im Jahre 1973 wechselte er wieder an die Universitätsbibliothek Bochum, der er von 1974 bis 1995 als Leitender Direktor und Nachfolger von Günther Pflug vorstand. Nach 1991 kümmerte sich Adams außerdem um den Aufbau der neuen Universitätsbibliothek Frankfurt/Oder.

## Schriften
- (Hrsg., mit Günther Pflug): Elektronische Datenverarbeitung an der Universitätsbibliothek Bochum. Ergebnisse, Erfahrungen, Pläne. Schürmann & Klagges, Bochum 1968.
- Kann die Musik Tote erwecken? Eine spätmittelalterliche Disputation an der Kölner Universität. In: Bernhard Adams (Hrsg.): Aratro corona messoria. Beiträge zur europäischen Wissensüberlieferung; Festgabe für Günther Pflug zum 20. April 1988. Bouvier, Bonn 1988, S. 373–390, ISBN 3-416-02150-9.
- Die Hochschulbibliothek der Ruhr-Universität Bochum. Hochschul- und satzungsrechtliche Grundlagen, Stand und Perspektiven der Praxis in einem mehrschichtigen System. In: Hartwig Lohse (Hrsg.): Bibliotheken in alten und neuen Hochschulen (= Zeitschrift für Bibliothekswesen und Bibliographie, Sonderhefte, Bd. 55). Klostermann, Frankfurt/M. 1993, S. 404–418.
- Der Beitrag der Universitätsbibliotheken zur Kultur des Ruhrgebiets. In: Das Ruhrgebiet – Kulturlandschaft in Europa. Braun, Duisburg 1990, S. 143–149, ISBN 978-3-87096-186-2.
- Die Hochschulbibliothek der Ruhr-Universität Bochum. Hochschul- und satzungsrechtliche Grundlagen, Stand und Perspektiven der Praxis in einem mehrschichtigen System. In: Hartwig Lohse (Hrsg.): Bibliotheken in alten und neuen Hochschulen (= Zeitschrift für Bibliothekswesen und Bibliographie, Sonderhefte, Bd. 55). Klostermann, Frankfurt/M. 1993, S. 404–418, ISBN 3-465-02559-8.
- Stand der retrospektiven Katalogisierung in Deutschland. Zum gegenwärtigen Stand der Diskussion. In: Mitteilungsblatt / Verband der Bibliotheken des Landes Nordrhein-Westfalen, N.F., Bd. 42 (1992), S. 189–199.
- Die Tätigkeit des Verbandes der Bibliotheken des Landes Nordrhein-Westfalens e.V. im Jahre 1991. In: Mitteilungsblatt / Verband der Bibliotheken des Landes Nordrhein-Westfalen, N.F., Bd. 43 (1993), S. 70–79.
- (Mitarb.): Die wissenschaftliche Bibliothek. Aufgaben, Wandlungen, Probleme. Deutscher Bibliotheksverband, Berlin 1993.
- Die Tätigkeit des Verbandes der Bibliotheken des Landes Nordrhein-Westfalens e.V. im Jahre 1993. In: Mitteilungsblatt / Verband der Bibliotheken des Landes Nordrhein-Westfalen, N.F., Bd. 44 (1994), S. 87–99.
- (mit Eberhard Herf): Universitätsbibliothek Bochum. In: Roswitha Poll/Bertram Haller (Hrsg.): Bibliotheksbauten in der Praxis. Erfahrungen und Bewertungen ; [Gerhard Liebers gewidmet zur Vollendung des 80. Lebensjahres am 23. Mai 1994]. Harrassowitz, Wiesbaden 1994, S. 113–167, ISBN 3-447-03496-3.
- Schwierige Anfänge in Frankfurt (Oder). Mitteilungen über die Entstehung einer Universitätsbibliothek. In: Gert Kaiser (Hrsg.): Bücher für die Wissenschaft. Bibliotheken zwischen Tradition und Fortschritt ; Festschrift für Günter Gattermann zum 65. Geburtstag. Saur, München 1994, S. 325–342, ISBN 3-598-11205-X.